# Mateus Meira Rita
Mateus Meira Rita ist ein são-toméischer Politiker. Er diente als Außenminister vom Februar 2002 bis 8. März 2002 und erneut vom 7. Oktober 2002 bis 8. März 2004.